# Ángel Martín
Ángel Martín García (25 novembre 1978) è un ex calciatore andorrano, di ruolo centrocampista.